# محمد سعيد الهندي
السيد محمد سعيد بن ناصر حسين بن حامد حسين الموسوي الهندي (1333 هـ - 1387 هـ). هو رجل دين شيعي هندي، ومؤلِّف له مؤلَّفات باللغة العربيَّة. وهو من أسرة دينيَّة معروفة إذ أنَّه من أحفاد الفقيه الشيعي المعروف حامد حسين الهندي صاحب كتاب عبقات الأنوار، وقد ساهم في تدوين بعض مجلَّدات العبقات، ووالده ناصر حسين كذلك من رجال الدين المعروفين في الأوساط الشيعيَّة، وكان من كبار القيادات الدينيَّة للشيعة الإثني عشريَّة بمدينة لكنو الهنديَّة.

## ولادته ونشأته
كانت ولادته في الثامن من محرَّم 1333 هـ بمدينة لكنو، ونشأ بها في سنيَّه الأولى، وتتلمذ على بعض علماء الشيعة في لكنو ومن أبرزهم والده، ثم آثر الهجرة إلى النجف للتعمَّق في الدراسات الحوزويَّة، وكان من أشهر أساتذته في الحوزة النجفيَّة المرجع أبو الحسن الأصفهاني وضياء الدين العراقي.

## عودته إلى لكنو
بعدما برزت شخصيته في النجف وبعد أن قضى فيها عدَّة سنين للتعلم، عاد إلى بلده لكنو حيث تولى شؤون الرئاسة العلميَّة والدينيَّة بجدارة، «وكانت له هيبة في قلوب العامة ومكانة لدى جميع الطبقات».

## وفاته
توفي الهندي في الثاني عشر من جمادى الآخرة 1387 هـ، ودفن إلى جنب والده عند مرقد نور الله التستري، وأعقب الخطيب المعاصر المعروف علي ناصر العبقاتي.

## مؤلفاته
ذكر الطهراني بعض كتب الهندي في موسوعته الذريعة، غير أنَّه فاته ذكر بعض آخر منها، وجاء الميلاني في ترجمته للهندي في كتابه نفحات الأزهار ليضع قائمة شاملة بمؤلَّفات الهندي نقلاً عن كتاب الفضل الجلي وبعض المعلومات الشخصيَّة، فمؤلفاته:
| - الإمام الثاني عشر. كتبه أيَّام إقامته بالنجف رداً على كلمات جاءت في كتاب سبائك الذهب في معرفة أنساب العرب لمحمد أمين السويدي، وقد نبَّه الطهراني أن الكلمات المردودة وردت في الطبعة الأولى من السبائك، وقد حذفت في الطبعة الثانية. - مسانيد الأئمة. - الإيمان الصحيح. | - معراج البلاغة. جمع فيه خطب النبي محمد. - مدينة العلم. بحث في حديث (أنا مدينة العلم وعلي بابها)، كتبه رداً على التونسي ابن عاشور. - آية التطهير. - آية الولاية. - شرح خطبة الزهراء. |